# François-Joseph Meeûs
François-Joseph Meeûs (Brussel, 30 maart 1765 - Laken, 10 augustus 1821) was een Brabants industrieel en publiek mandataris.

## Levensloop
François-Joseph Meeûs was een van de negen kinderen van Jean-François Meeûs (1717-1792), meester-brouwer en deken van de corporatie van Brusselse brouwers, en van Barbe d'Huvettere (1736-1781). Hij erfde een kunstcollectie van zijn vader en breidde die verder uit met schilderijen en beeldhouwwerk. Jean-François bezat het zomerverblijf Le Marly in Neder-Over-Heembeek en daarnaast huizen in Brussel en in Dilbeek.
François-Joseph trouwde met Marie-Thérèse van der Borcht (1766-1815) en ze kregen vijf kinderen:
- Pierre-François Meeûs (Brussel, 9 juni 1792 - Parijs, 29 maart 1867), die trouwde met Marie-Jeanne Brion (1793-1846) en in een tweede huwelijk met Julie Becq d'Ansermont (1817-1880). Hij doorliep een carrière als bankier en bestuurder, in het kielzog van zijn broer Ferdinand.
- Ferdinand Meeûs (1798-1861), de grote man van de Generale Maatschappij van België, stamvader van de adellijke familie de Meeûs d'Argenteuil, die trouwde met zijn nicht Anne-Marie Meeûs (1797-1874).
- Marie Meeûs (1796-1835), die trouwde met burggraaf François De Roest d'Alkemade (1791-1864), burgemeester van Alsemberg en Linkebeek.
- Henriette Meeûs (1800-1886), die trouwde met baron Charles Ferdinand de Macar (1785-1866), gouverneur van Henegouwen en Luik.
- Anne Meeûs (1803-1877), die trouwde met graaf Joseph-Hyacinthe Martini (1791-1873).

François Joseph behoorde tot de welstellende Brusselse families. Hij slaagde erin, na de revolutiejaren, in de Franse tijd het familiefortuin verder te doen aangroeien. Zo breidde hij zijn grondeigendom uit tot 750 ha, door verschillende aankopen van publiek verkochte eigendommen. Hij bezat ook een kasteel als zomerverblijf in Laken. Hij overleed er in 1821 en in 1826 verkochten zijn kinderen de eigendom aan koning Willem I die er een zomerverblijf van wilde maken voor zijn tweede zoon, prins Frederik. Na de Belgische Revolutie werd de eigendom toegevoegd aan het koninklijk domein. 
In de Franse tijd werd hij voorzitter van de Algemene Raad voor het departement van de Dijle. In die hoedanigheid was hij aanwezig bij de keizerskroning van Napoleon I. Onder het Verenigd Koninkrijk der Nederlanden werd hij lid van de Zuid-Brabantse Provinciale Staten. Zijn overlijden op relatief jonge leeftijd betekende het einde van een carrière die zich nog verder had kunnen ontplooien.
Zoals zijn grootvader en zijn vader was hij onder meer actief als bankier en als industrieel, enerzijds als brouwer, anderzijds in de textielsector, meer bepaald in het verven van katoen. Tijdens zijn carrière werd hij:
- lid van de Société littéraire in Brussel (1797),
- lid van de Kamer van Koophandel (1802), vicevoorzitter en voorzitter (1806),
- lid van de Algemene Raad van het departement van de Dijle (1806), voorzitter (1812),
- gemeenteraadslid van Brussel (1807),
- voorzitter van de Rechtbank van Koophandel van Brussel (1809),
- lid van het kiescollege voor het departement van de Dijle (1809),
- lid van het vijf leden tellende interim-bestuur voor het departement van de Dijle (1814),
- inspecteur van de rekeningen van de Algemeen ontvanger (1814),
- lid van de drie leden tellende commissie belast met het onderzoek van de schuldvorderingen op Frankrijk (1814),
- lid van het bestuur van de Brusselse Academie voor schilderkunst, beeldhouwkunst en architectuur (1815),
- lid van de Provinciale Staten van Zuid-Brabant (1815),
- jurylid voor het onderzoek van het ontwerp van koninklijke paleis in Brussel (1816).

Meeûs stond bekend als een gematigd katholiek en patriot. Hem werd door de overheid opname in de adel van het Verenigd Koninkrijk aangeboden met de titel van graaf van Genappe, wat hij echter afwees.